# Garcinia kola
Pour les articles homonymes, voir Kola.
Espèce
Classification APG III (2009)
Garcinia kola, appelé « Bitter cola » au Cameroun et « Petit cola » en Côte d'Ivoire, est une espèce de plantes à fleurs dans la famille Clusiaceae ou Guttiferae qu'on rencontre dans les états côtiers d'Afrique occidentale (golfe de Guinée) et au Congo.
Depuis des siècles, les fruits, les graines et l'écorce de Garcinia cola sont utilisés dans la médecine traditionnelle.

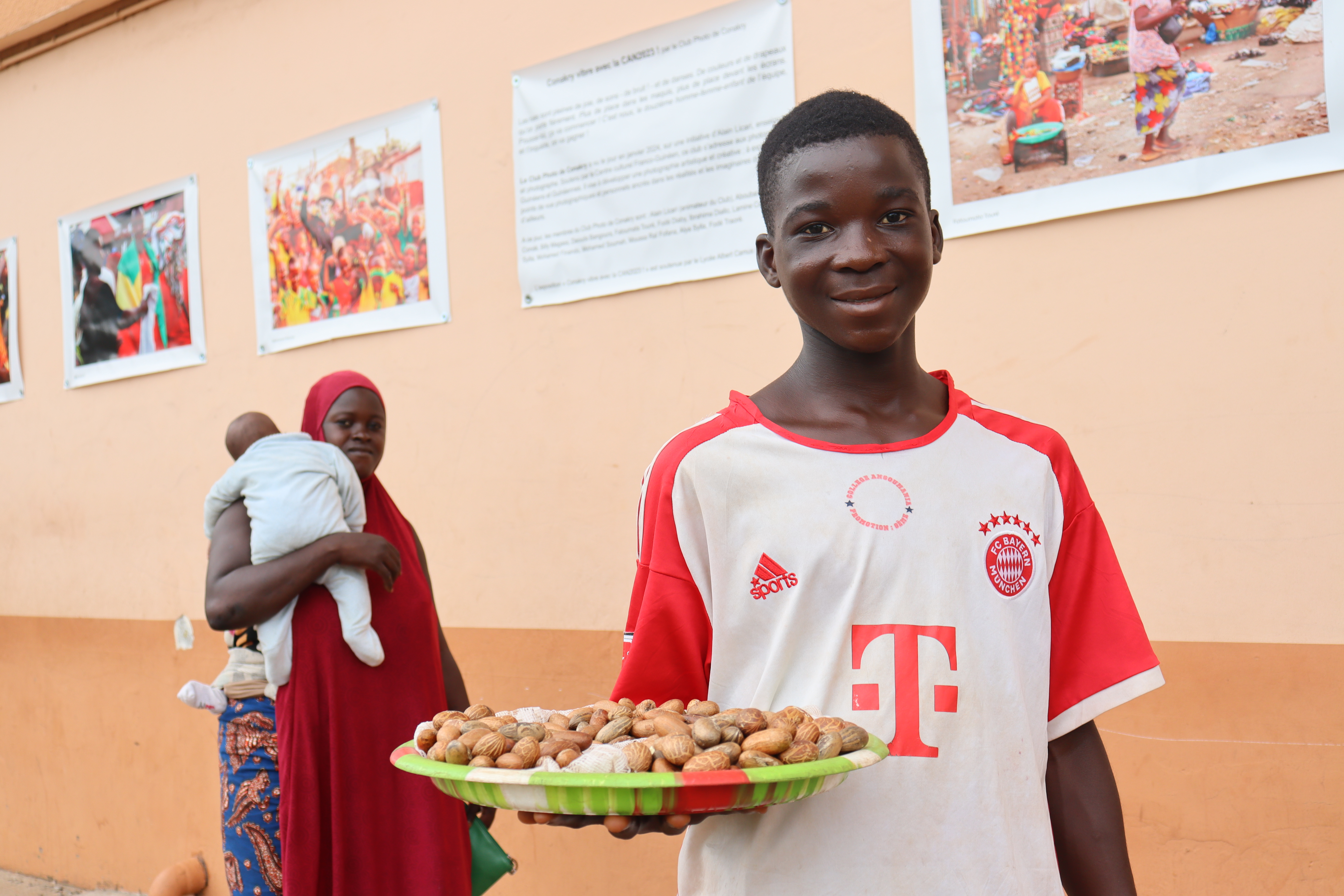
vente du petit cola

## Synonymes et noms communs
Synonymes
- Garcinia akawaensis Spirlet[1]
- Garcinia bergheana Spirlet[1]
- Garcinia giadidii De Wild[1].
- Garcinia conruana Engl.[2]
- Garcinia dinklagei Engl.[2]

Noms communs
Faux kola, kola mâle, kola bitter.
Wè (Bassa, Cameroun) ;
Onié (Bobili, Ewondo et Boulou, Cameroun) ;
Ebongagnagne (Douala, Cameroun côtier) ;
Ejare, Nya (Ejagham, Nigeria et Cameroun) ;
Adi (Ibo, Nigéria) ;
Ngbwel (Pygmée Bagielli au S-O du Cameroun, et Pygmée Baka).

## Description
Arbre de taille moyenne, jusqu'à 12 m de hauteur selon certains, voire 40 m (et 1 m de diamètre) selon d'autres, mais plus fréquemment 3 à 6 m.

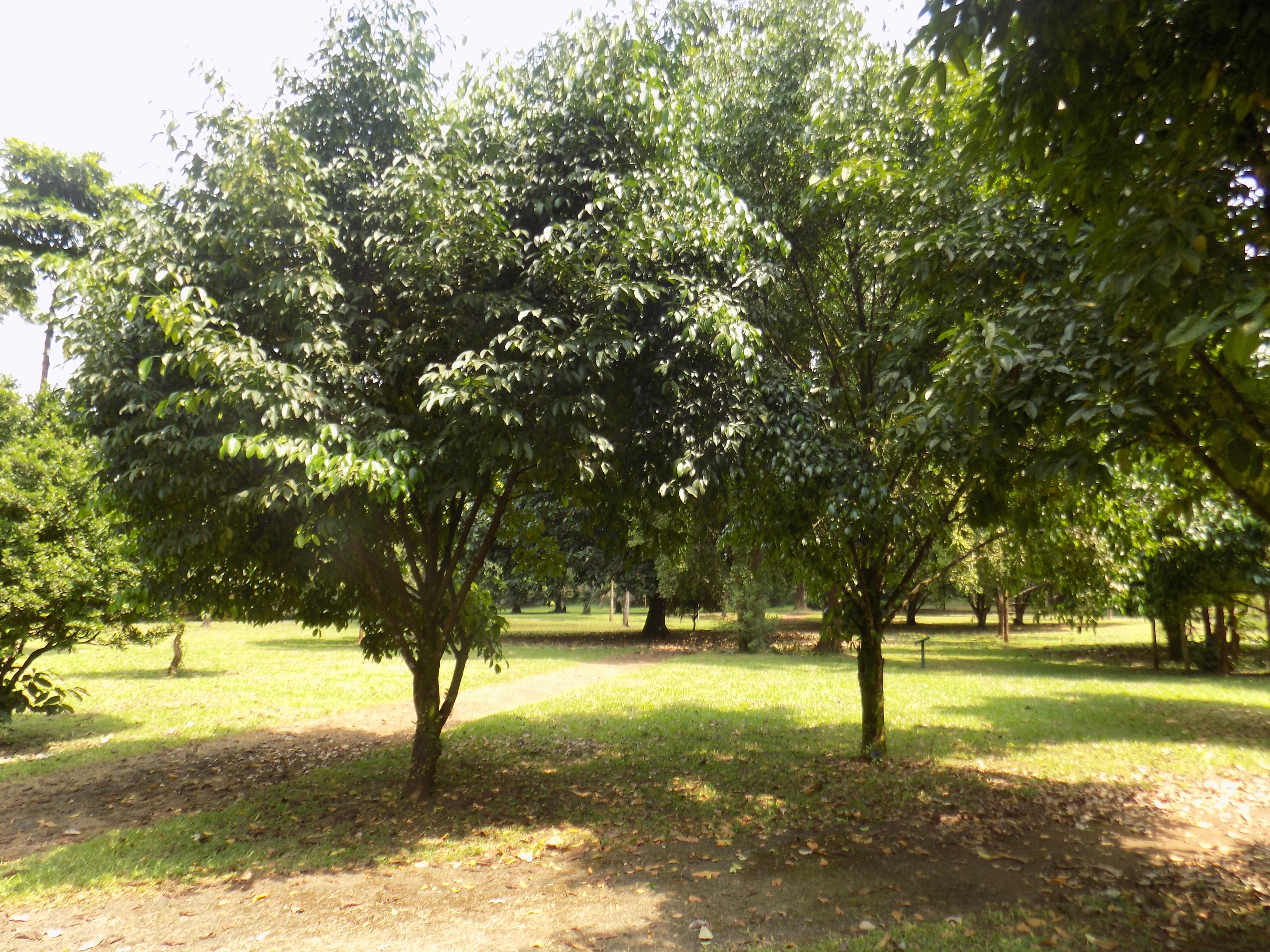
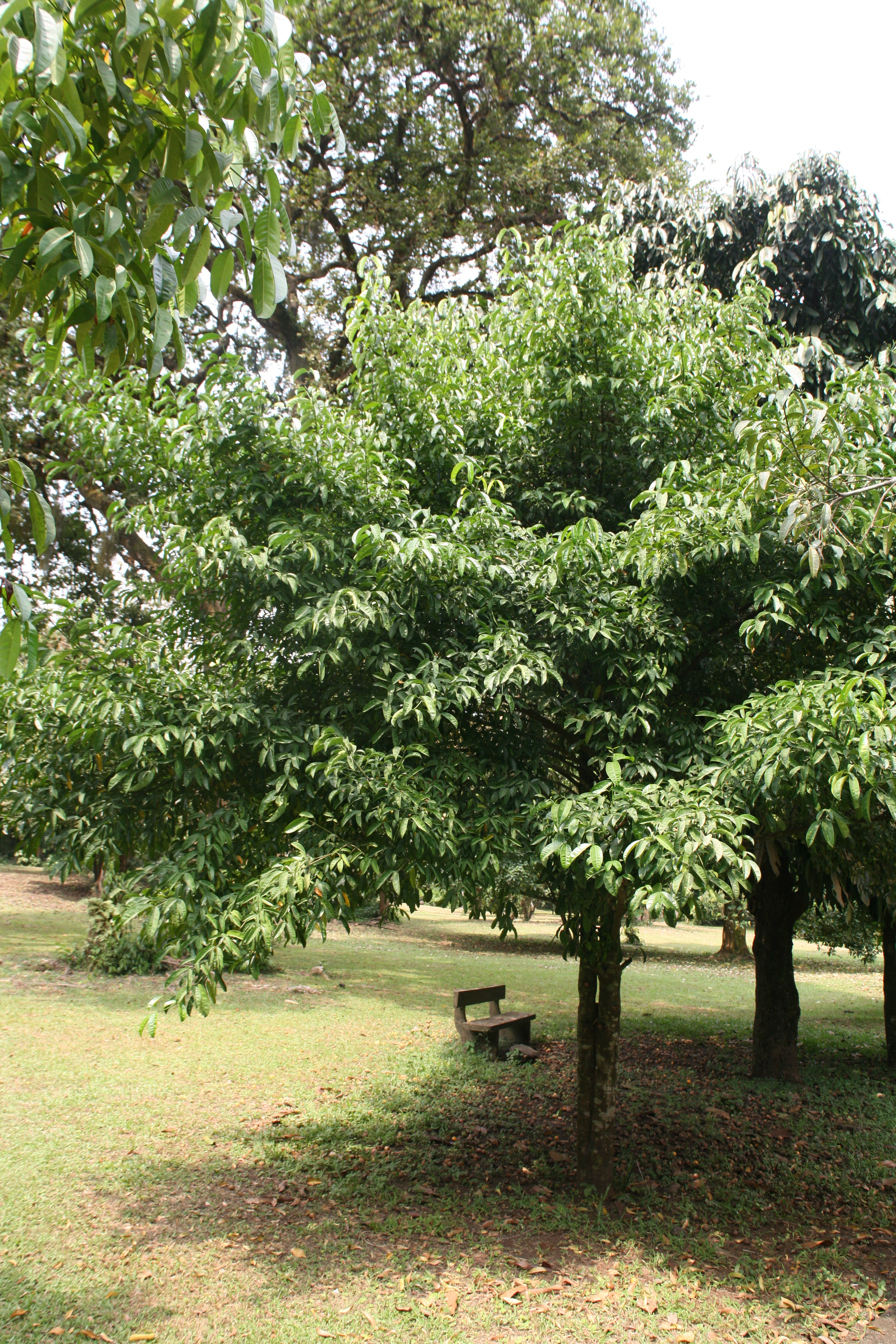

### Feuilles
Les feuilles ont un limbe ovale, un peu dilaté vers la base et terminé au sommet par une pointe très accusée. La nervure médiane est très apparente sur la face inférieure de la feuille ; les nervures latérales s'en détachent presque à angle droit, en disposition pennée. La face supérieure des feuilles est d'un vert très accusé, leur face inférieure tire vers le gris. Elles sont recouvertes d'un épiderme très lisse et luisant, qui porte sur les deux faces des glandes pluricellulaires. Elles sont opposées, et sans stipules.

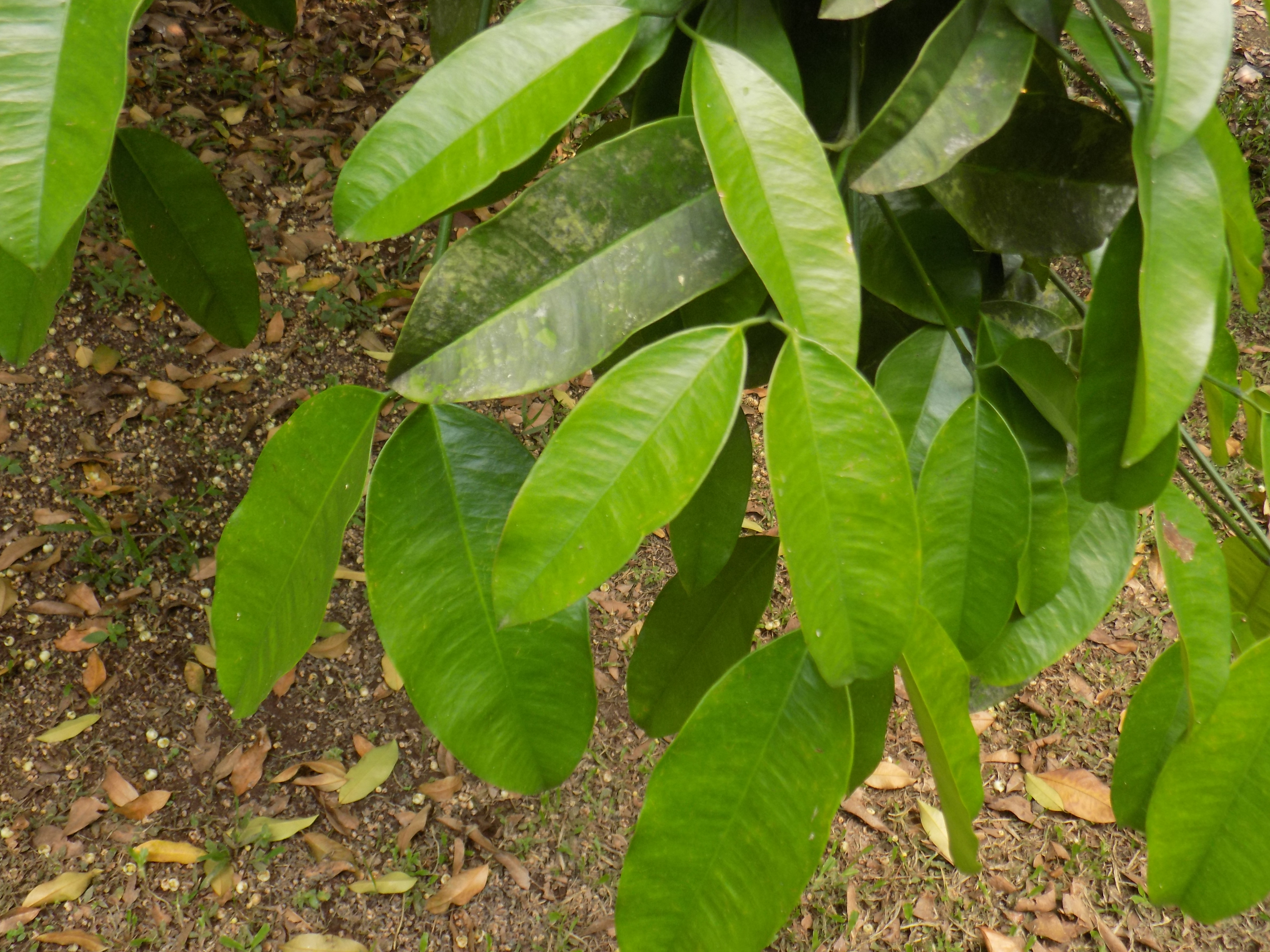
Feuilles, faces supérieures
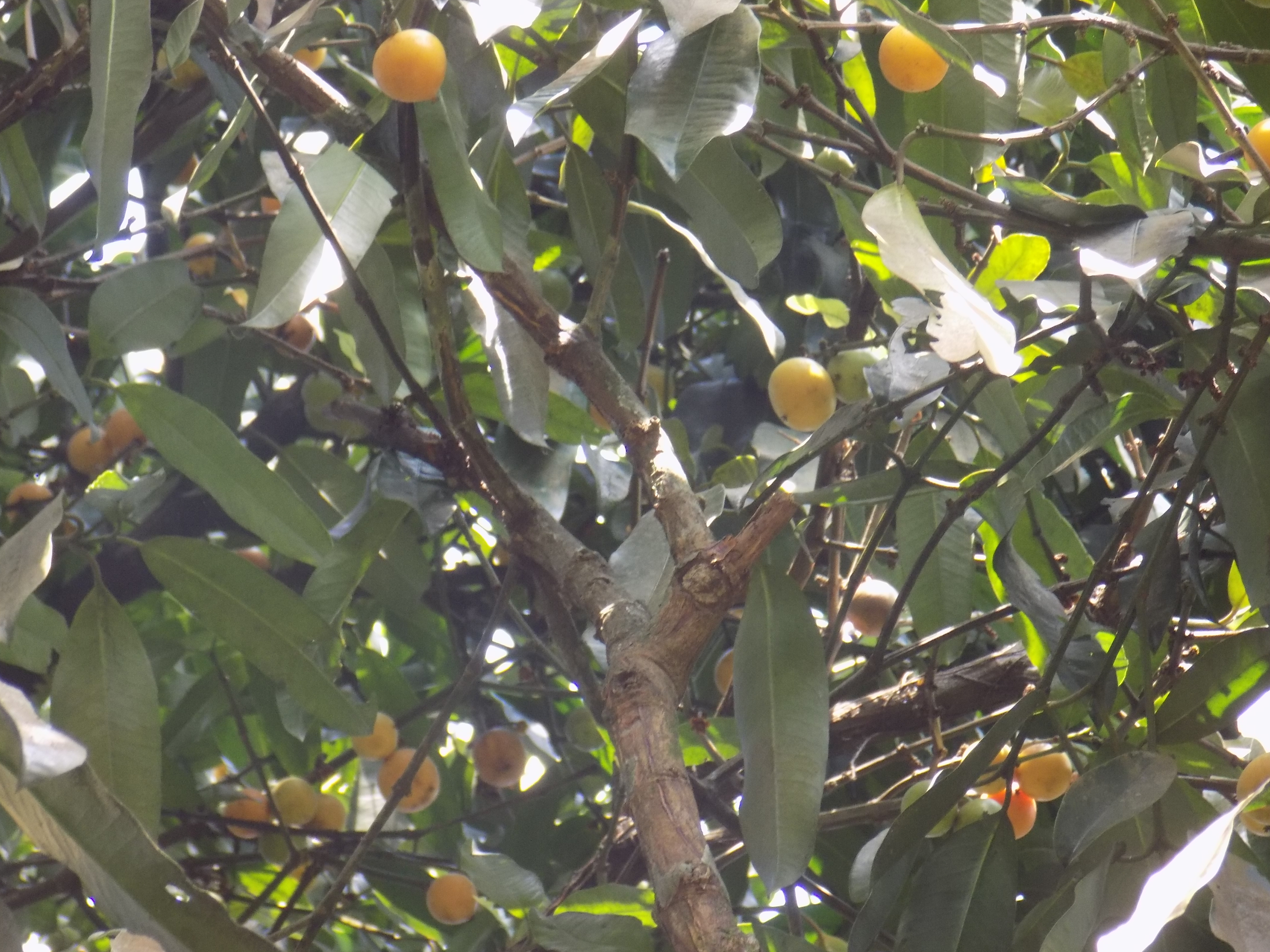
Faces supérieures et inférieures de feuilles

### Fleurs
Il porte des inflorescences en petites ombelles terminales, avec des fleurs blanc-verdâtre, tétramères, mâles ou hermaphrodites. Les étamines sont en 4 faisceaux. La floraison est de décembre à janvier.

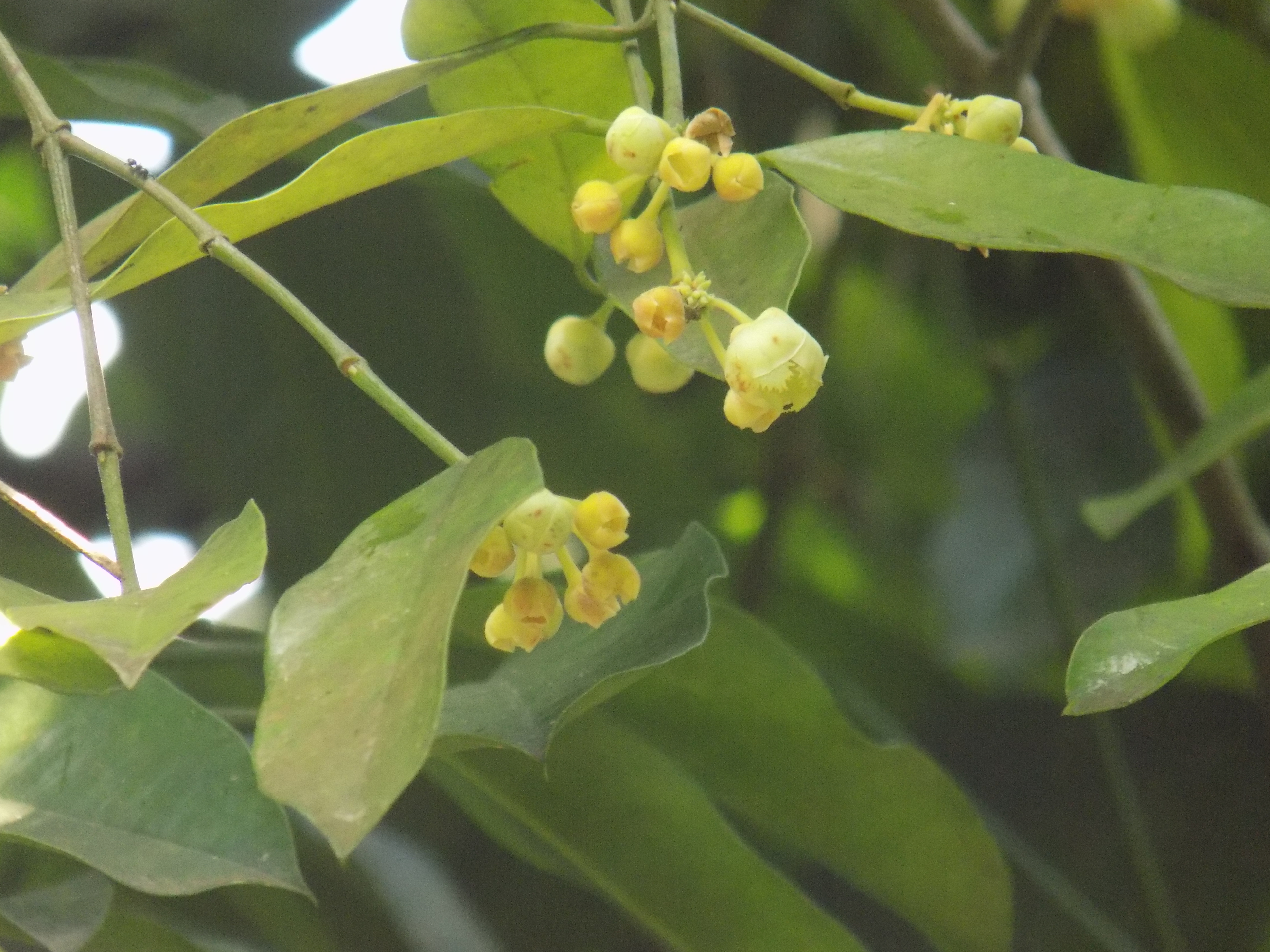
Fleurs

### Fruit
C'est une baie de la taille d'une petite pomme, à épiderme rugueux complètement recouvert de poils âpres, à parois cellulosiques fortement cuticularisées, très résistants, aigus et de formes variables. Il contient trois à quatre loges, à cloisons non apparentes, contenant chacune une graine volumineuse, ovale, cunéiforme, dont la face externe est arrondie et la face interne anguleuse. Cette graine est recouverte d'un pulpe jaunâtre très abondante, de saveur aigrelette, qui adhère fortement au péricarpe et aux enveloppes séminales de la graine ; cet arille est formé de poils longs translucides qui portent des macules jaunes, réunis en masse.
La fructification est de juillet à octobre.

Fruits
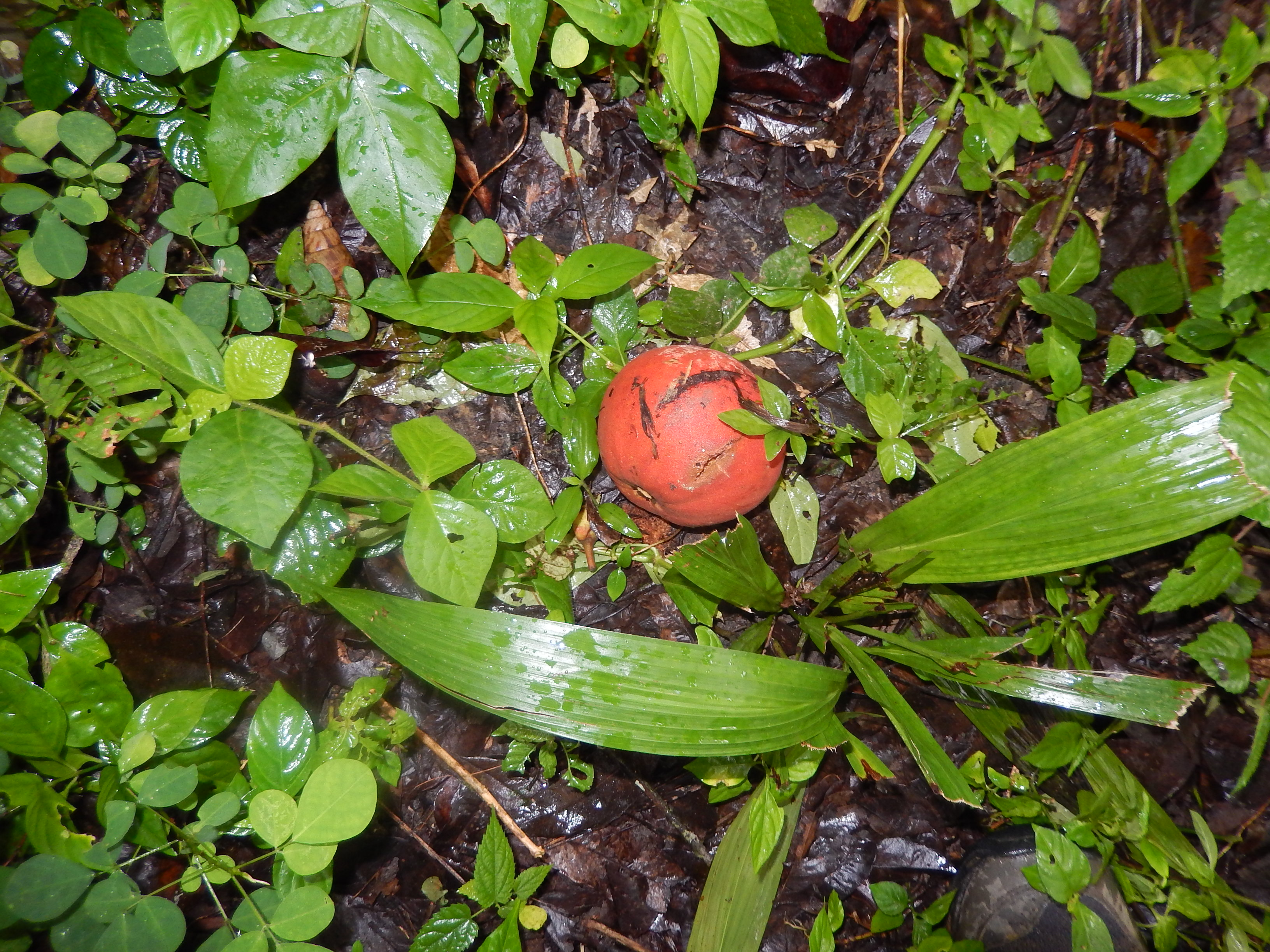
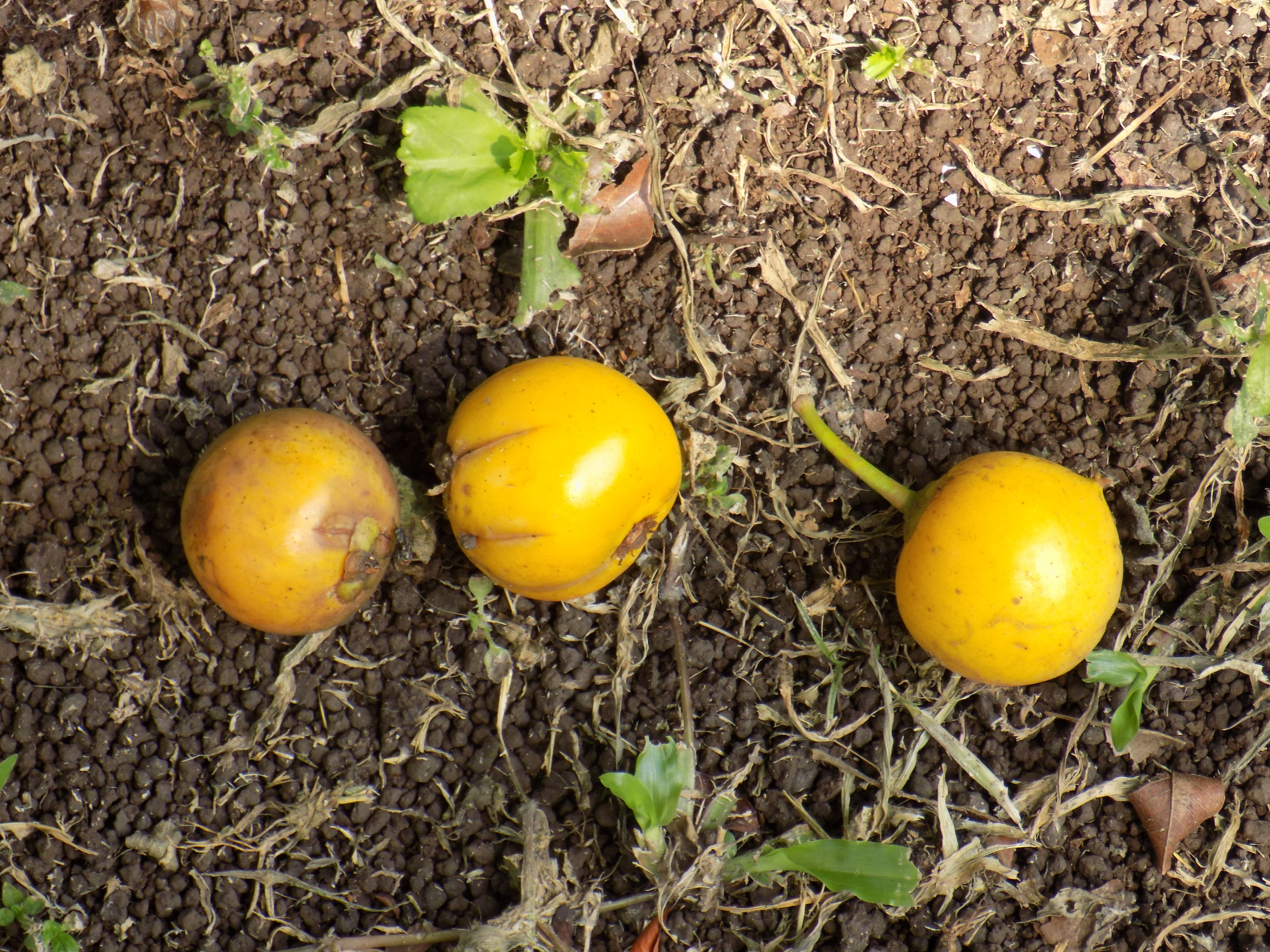
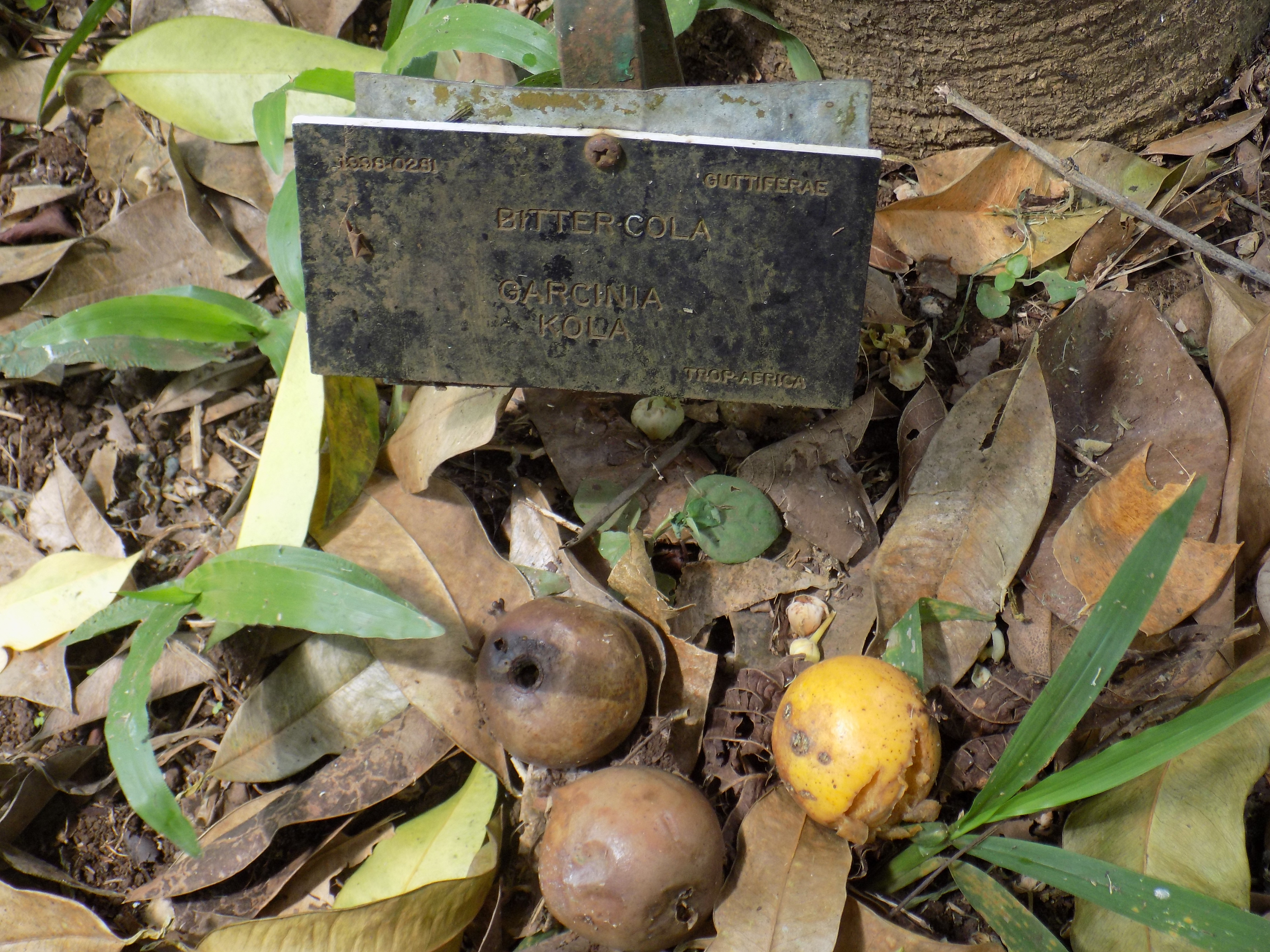

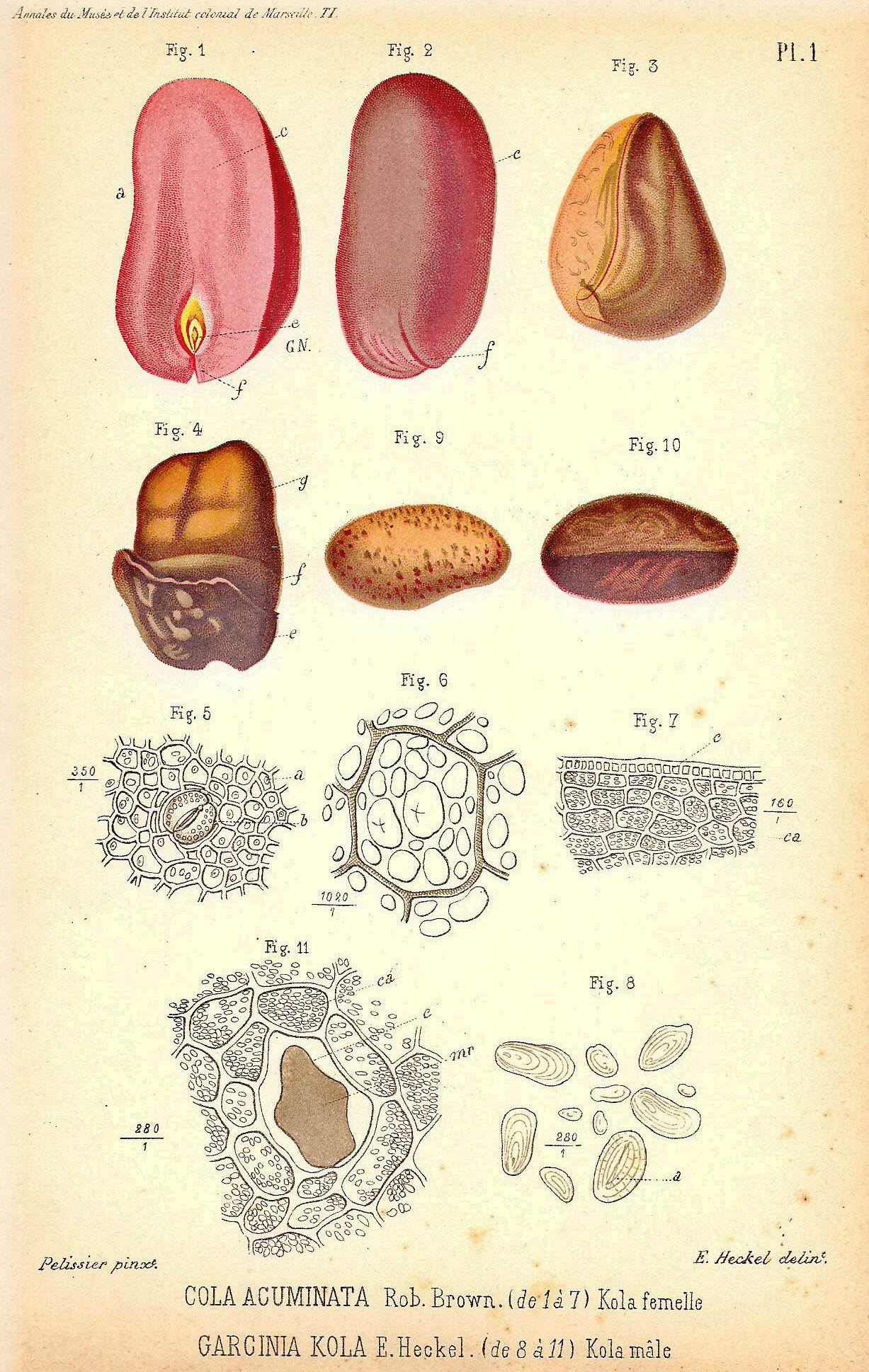
Graines de Cola acuminata (fig. 1 à 7) et de Garcinia Kola (fig. 8 à 11)

Le fruit porte, sur le pôle à la base, le calice persistant encore adhérent au pédoncule et formé de quatre sépales en croix, recouverts de poils comme l'épicarpe, avec deux sépales externes plus grands et deux internes plus petits. La corolle persiste souvent elle aussi ; elle est formée de quatre pétales en croix, plus longs et plus étroits que les sépales, et dépourvus de poils durs ou acérés.
Sur le pôle au sommet du fruit, le stigmate, persistant lui aussi, est divisé en quatre lobes et porte au centre une petite dépression. Sa surface supérieure porte des papilles bien développées mais sans tubercules ni poils âpres.

### Graine
La graine a trois faces, une convexe (celle tournée vers l'extérieur du fruit) et deux plates. Son épisperme est de couleur jaune abricot ; il est formé de deux enveloppes dont celle externe est sillonné de faisceaux fibro-vasculaires très apparents. En-dessous, se trouve un gros embryon macropode dépourvu de cotylédons, de couleur blanc jaunâtre, portant des dépressions multiples (voir fig. 9 ci-contre à droite) ; son tissu est serré, plus que celui de la graine de vrai cola, et il croque sous la dent. C'est une masse compacte formée d'un tissu cellulaire très homogène, interrompu de distance en distance par des poches sécrétrices gorgées de résine et de dimensions variables. Les cellules qui forment l'embryon sont pleines de grains de fécule de la même forme que ceux trouvés dans le vrai cola (voir fig. 8 ci-contre), mais plus gros (0,28 mm de long sur 0,17 mm de large).
Leur poids varie entre 2,9 à 5,75 g. La dessiccation peut leur faire perdre de 25 % à 50 % de leur poids.
La dissémination de ses graines est facilitée par les éléphants, celles-ci étant capables de germer dans les excréments d'éléphant.

## Répartition, habitat
On le rencontre en zone tropicale d'Afrique centrale et Afrique de l'ouest, dans les pays côtiers : (du nord au sud) Sénégal, Gambie, Guinée, Libéria, Sierra Leone, Côte d'Ivoire, Ghana, Togo, Bénin, Nigeria, Cameroun, Gabon, Congo. On ne le trouve pas au centre du continent.
Son habitat naturel est la forêt humide de basse altitude subtropicale ou tropicale.[réf. nécessaire]

### Vulnérabilité
L'espèce est classée « vulnérable » en 2013. L'une des raisons pour cette vulnérabilité de l'espèce est l'usage si largement répandu de son bois comme bâton pour l'hygiène des dents : l'arbre est coupé avant d'avoir pu porter des fruits (donc des graines qui lui permettraient de se reproduire), et seuls croissent les arbres poussant dans des endroits reculés.

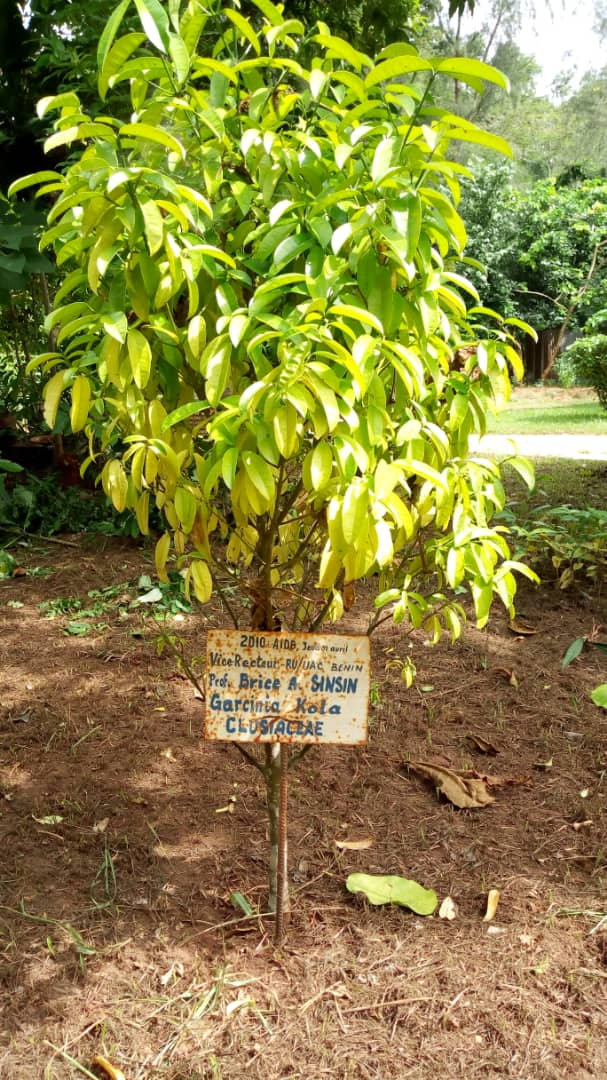
G. kola planté en 2010 par Brice Sinsin, jardin botanique et zoologique de l'université d'Abomey-Calavi, Bénin

## Culture
Le taux de germination est élevé (80 %) mais la germination est lente : 3 à 5 mois et jusqu'à 18 mois, ce qui ne facilite pas sa régénération naturelle. De plus les graines sont sensibles à la sécheresse, ce qui réduit le taux de germination. Les graines scarifiées germent moins difficilement. Un arbre né d'une graine commence à produire des fruits entre 7 et 15 ans. Le bouturage réduit la période de maturation (il produit des fruits plus rapidement que les spécimens nés de graines).
En dépit de son importance socio-économique, la culture de Garcinia kola est très limitée. Les difficultés rencontrées dans la germination réduisent la disponibilité des plants dans les pépinières agroforestières.[réf. nécessaire] Cependant en 2019 l'espèce est dite « largement multipliée dans les pépinières » et sa culture « très répandue en zone forestière ». Lors des défrichements d'agriculture, l'arbre est généralement préservé.
Les chercheurs ont étudié les problèmes de germination de graines Garcinia kola et ont suggéré divers moyens de briser sa dormance. Mais des méthodes simples et pratiques pour faciliter leur adoption sont encore nécessaires. Des expériences de bouturage sont en cours dans certains centres de recherche au
Cameroun.
Toutefois, cette culture émerge comme un moteur clé de l'économie, offrant des avantages significatifs, création d'emploi et développement économique. Malgré des coûts de démarrage moyennement élevés, la production s'avère rentable avec des rendements potentiels allant jusqu'à 25 tonnes par hectare.

## Constituants
Ses constituants incluent des biflavonoides, xanthones et benzophénones. Ses propriétés antimicrobiennes sont attribuées au benzophénone et aux flavanones.La plante contient aussi des saponines, glycosides (dont Garcinia biﬂavonoides), du Garcinol et de l'acide Garcinoique.
Elle ne contient pas de caféine mais contient du tanin.

## Utilisations

### Nourriture
La chair du fruit a pour certains « un goût amer et résineux », pour d'autres « un agréable goût aigre-doux » ; quoi qu'il en soit, tous s'accordent pour dire qu'elle est rarement consommée et généralement jetée lors du décorticage pour les graines.
La partie la plus utilisée est la graine, qui est mâchée comme les noix de cola. Elle est amère, astringente et aromatique, avec un goût ressemblant à celui de la graine de café suivi d'un goût légèrement sucré. On l’utilise également pour aromatiser le koutoukou, soit entière, soit épluchée et cassée en morceaux ; cela lui donne alors après quelques jours une coloration brune, et une saveur à la fois douce et amère, et on lui prête de nombreuses vertus. Mais même la graine est elle aussi relativement peu consommée - beaucoup moins que la graine de Cola nitida, le « vrai cola », qui est demandée y compris pour l'exportation.
L'écorce, qui est aussi utilisée à but médicinal, entre également dans la composition du vin de palme : elle en relèverait la saveur et le pourcentage d'alcool. La graine peut servir de substitut au houblon.

### Médecine
La plante a de très bonnes propriétés antimicrobiennes et antivirales. Elle est aussi anti-inflammatoire, antidiabétique, antihépatotoxique et combat l'hypertension. L'extrait a démontré une bonne efficacité contre certaines affections virales, comme antifongique et comme antioxydant.
Garcinia kola (graine et écorce et feuilles selon les usages est traditionnellement utilisé dans la médecine africaine pour ses propriétés purgatives, antiparasites et antimicrobiennes. Les graines sont utilisées contre la bronchite, les infections de la gorge, les coliques, le rhume, la toux, les maux de tête et les troubles du foie,.

### Hygiène
L'utilisation du bois comme bâton à mâcher est extrêmement populaire.

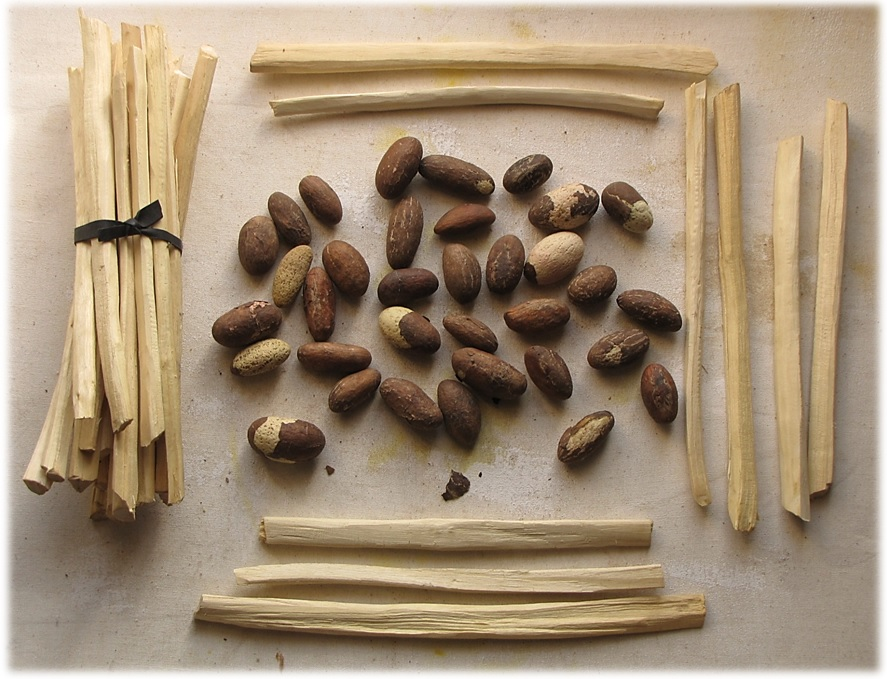
Bâtons servant de brosse à dents
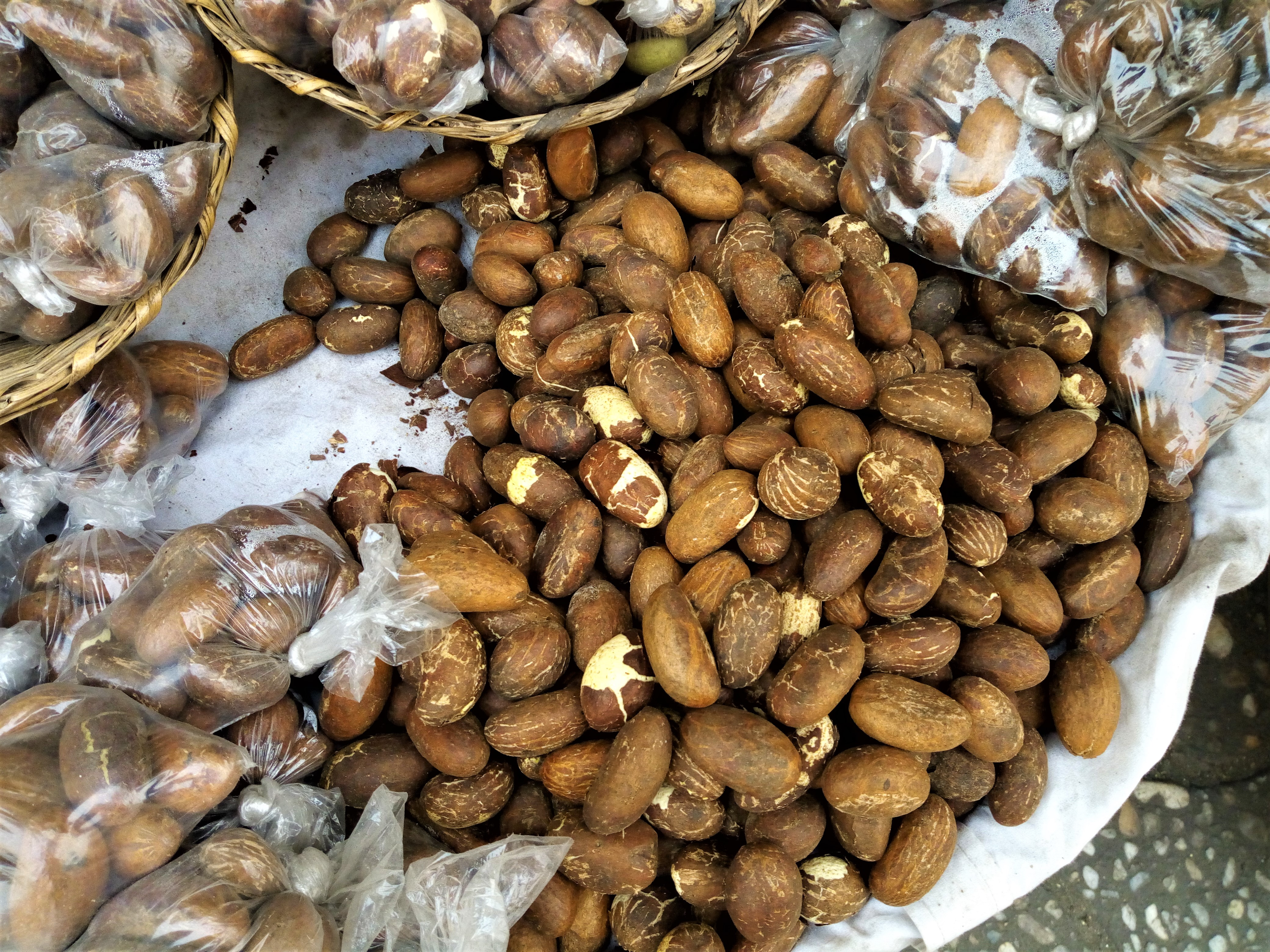
Petits colas au marché Dantokpa (Cotonou, Bénin)

### Usage social
Les graines sont offertes aux visiteurs en acte d'hospitalité.